# 楽器ショー
楽器ショー（がっきショー、英：musical instruments trade show）は、楽器製造会社や楽器製作家、音響機器メーカーが自社の楽器や最新技術を演奏者や小売店向けに紹介・展示する楽器見本市。

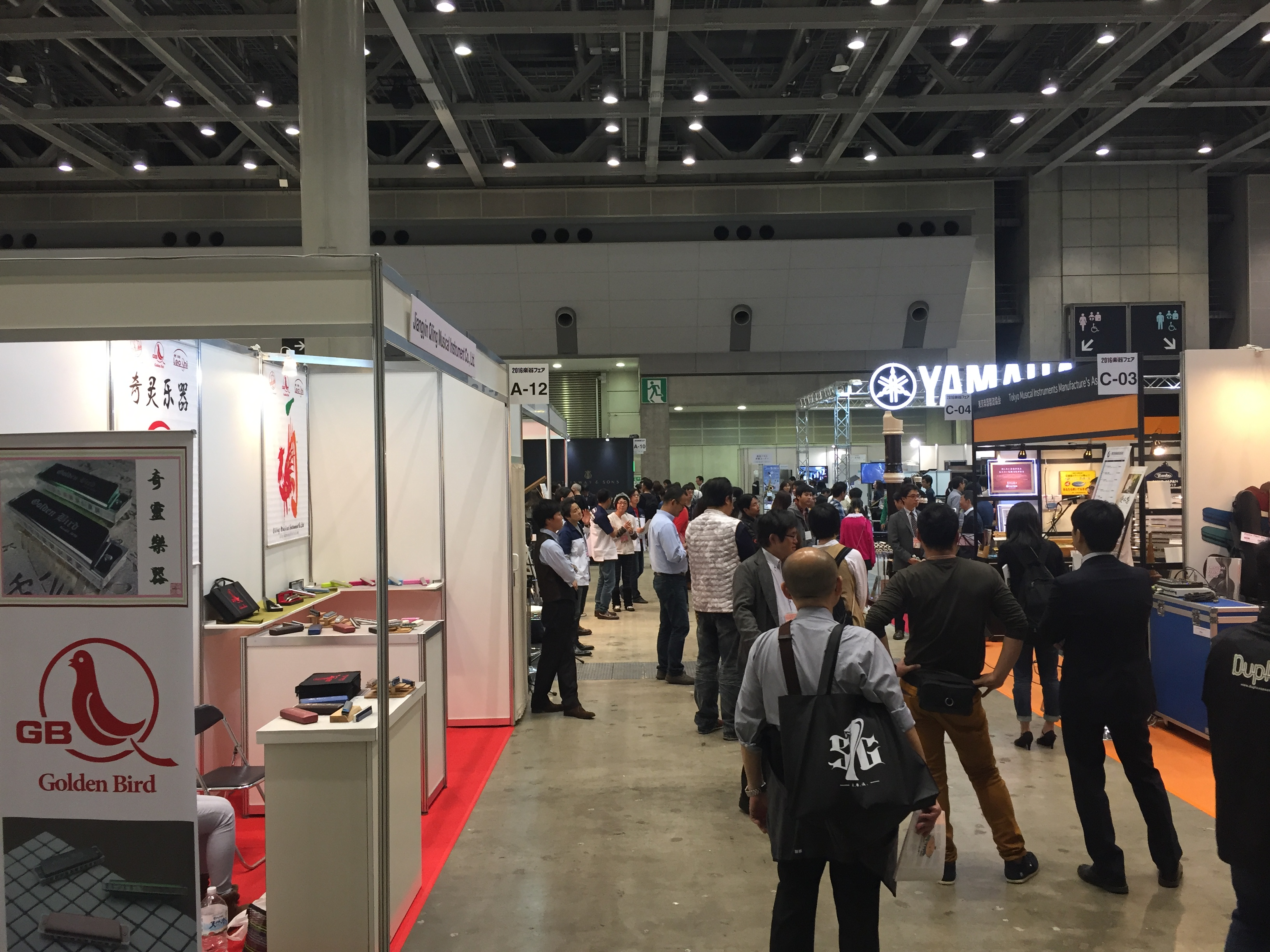
国内最大規模の楽器ショー、楽器フェア(2016 東京ビッグサイト)

楽器販売会。楽器展示会。

## 概要
世界最大規模の楽器ショーとしてはアメリカで毎年開催されているNAMM Showが最も有名である。
通常、NAMM Showを始めとする楽器ショーでは演奏者やレコーディングエンジニア、楽器小売店、商社向けの販売会、展示会であるため一般入場はすることが出来ない。
ただ、Guitar CenterやMusicians Friendなど大手楽器店では、一定の条件を満たした一般の顧客に自社の招待枠で入場券を発行している。
また日本では、海外の楽器ショーと比べると商業規模自体が小さいため楽器フェアやTOKYO GUITAR SHOWなどの展示会ではセミナーやライブイベントを開くなど一般向けに構成されている。

## 主な楽器ショー

### NAMM Show
毎年1月下旬にアメリカで行われている世界最大規模の楽器ショー。
1901年にボストンでピアノ販売店を営んでいたChandler W. Smithによってピアノの展示・販売会のNational Association of Piano Dealers of America (NAPDA)として開催された。
国内外問わず最も注目され、楽器メーカーや演奏者、小売店に限らず雑誌などの多くのマスコミも必ず取材が赴いている。
基本的にトレードショーの形態を取っている為、一般の入場は不可能で、申請を受理された、もしくは招待された楽器ディーラー、メーカー、アーティスト、ビルダー、プレス関係者及びビジター客のみ入場できる。オープニング・セレモニーから連日連夜ライブ演奏も行っている。後述する「Summer NAMM」と対比するために「Winter NAMM」とも呼ばれる。

### Summer NAMM
毎年6月下旬にテネシー州ナッシュビルのミュージック・シティ・センターで開催される楽器ショー。NAMM Showの主催者のthe National Association of Music Merchantsが開催している。NAMM Showと比べると規模は小さい。

### Musikmesse
ドイツのフランクフルトで毎年開催される欧州最大の楽器ショー。

## 日本国内の楽器ショー
日本国内の楽器ショーの多くは音楽イベントの側面が強く、誰でも入場することが出来る。

### 楽器フェア
全国楽器協会の付属機関である「日本楽器フェア協会」主催によるにて2年に1度、3～4日間に渡り開催される日本最大規模のイベント。入場は有料。展示以外でも別会場にてライブも行われるため一般からの入場者数が多い。なお、楽器フェスティバル（旧 大楽器祭）とは姉妹イベントであり、毎年交互に開催されていた。

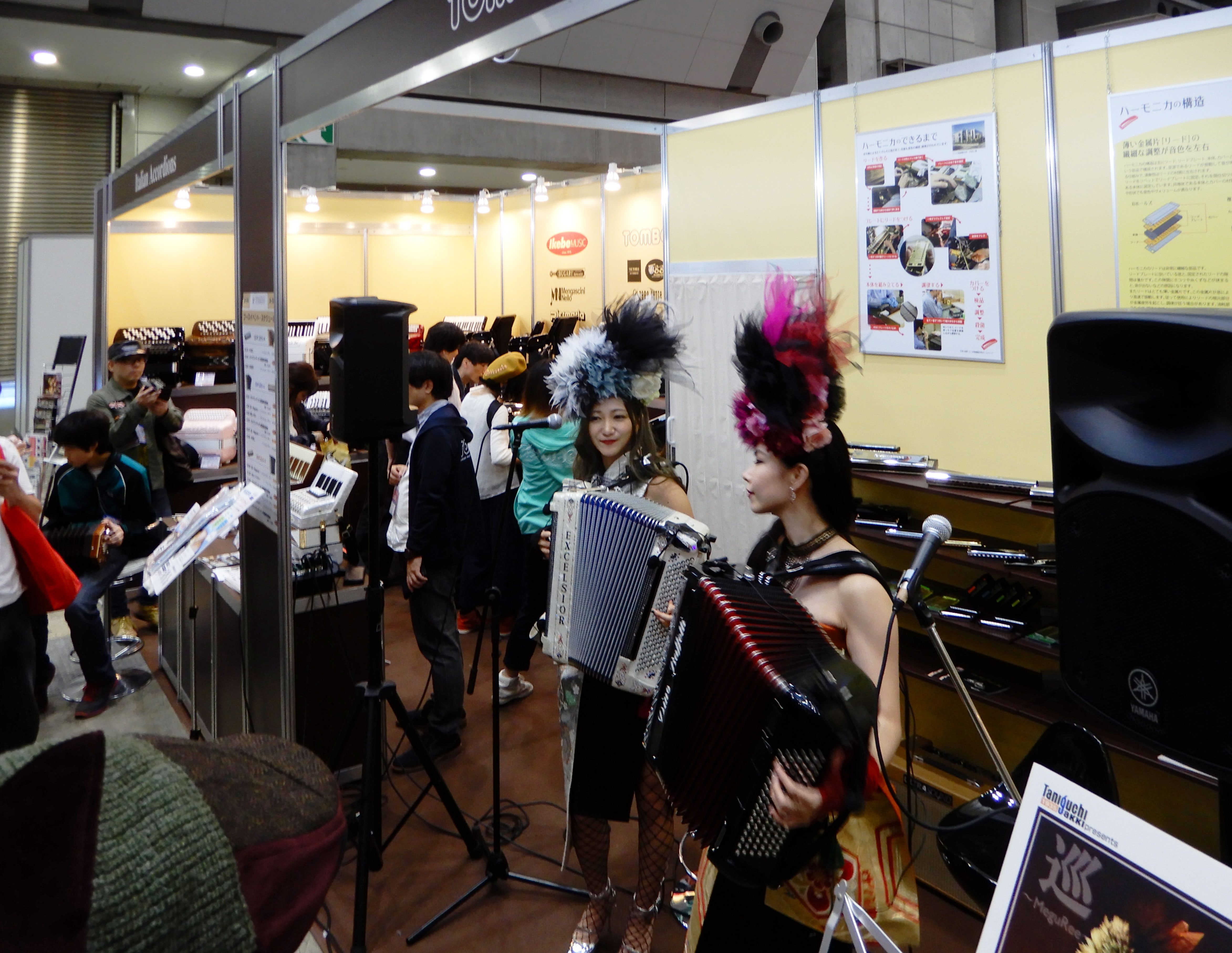
2018楽器フェアの展示ブースの一例(A-04)。手前ではプロによるアコーディオンのデモ演奏。奥では客が店員の説明を聞いたり、椅子に座ってコンサーティーナを試奏している。

- 1987年開催 - 10月15日～10月18日開催。会場は科学技術館、ホテルグランドパレス[1]。
- 1993年開催
- 1995年開催
- 1997年開催 - 10月23日(木)～26日(日)開催。会場は池袋サンシャインシティ。
- 1999年開催 - 10月14日(木)～17日(日)開催。会場は池袋サンシャインシティ。
- 2001年開催 - 10月18日(木)～21日(日)開催。会場は池袋サンシャインシティ。
- 2003年開催 - 10月23日(木)～26日(日)開催会場はパシフィコ横浜。
- 2005年開催 - 11月3日(木)～6日(日)開催。会場はパシフィコ横浜。
- 2007年開催 - 11月1日(木)～4日(日)開催。会場はパシフィコ横浜（メイン会場は展示ホール）。総来場者数は90,216人。40周年特別企画として11月2日、3日はパシフィコ横浜 国立大ホールにて、TM NETWORKの再結成ライヴ（有料）も行われヒット曲「Get Wild」などを披露した。
- 2009年開催 - 11月5日(木)～8日(日)開催。会場はパシフィコ横浜。
- 2011年開催 - 11月3日(木)～6日(日)開催。会場はパシフィコ横浜。
- 2014年開催 - 11月21日(金)～23日(日)開催。会場は東京ビッグサイト。
- 2016年開催 - 11月4日(金)～6日(日)開催。会場は東京ビッグサイト。
- 2018年開催 - 10月19日(金)～21日(日)開催。会場は東京ビッグサイト。
- 2020年はオンライン開催のみ、22年、24年は中止。

#### ギャラリー (楽器フェア)

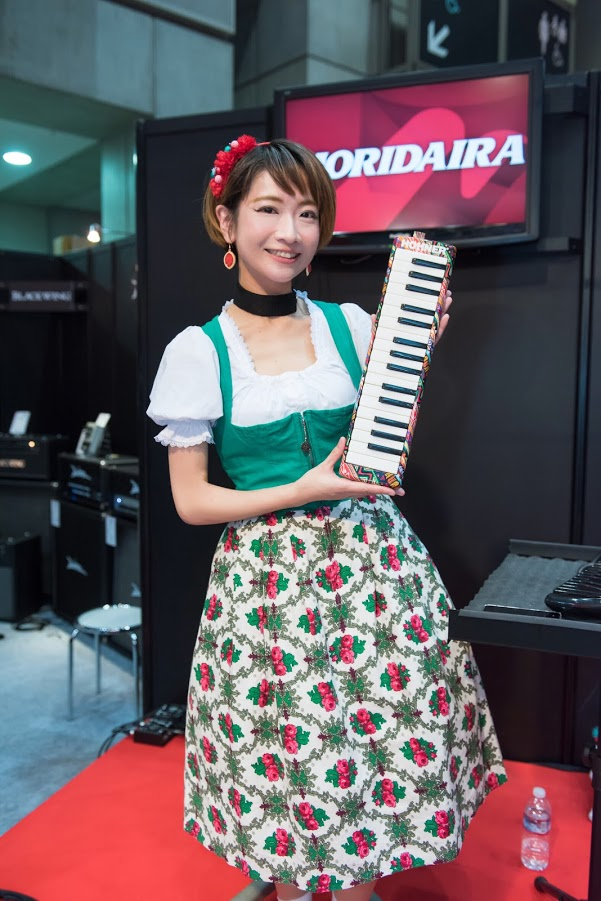
楽器フェア (共通演奏スペース)
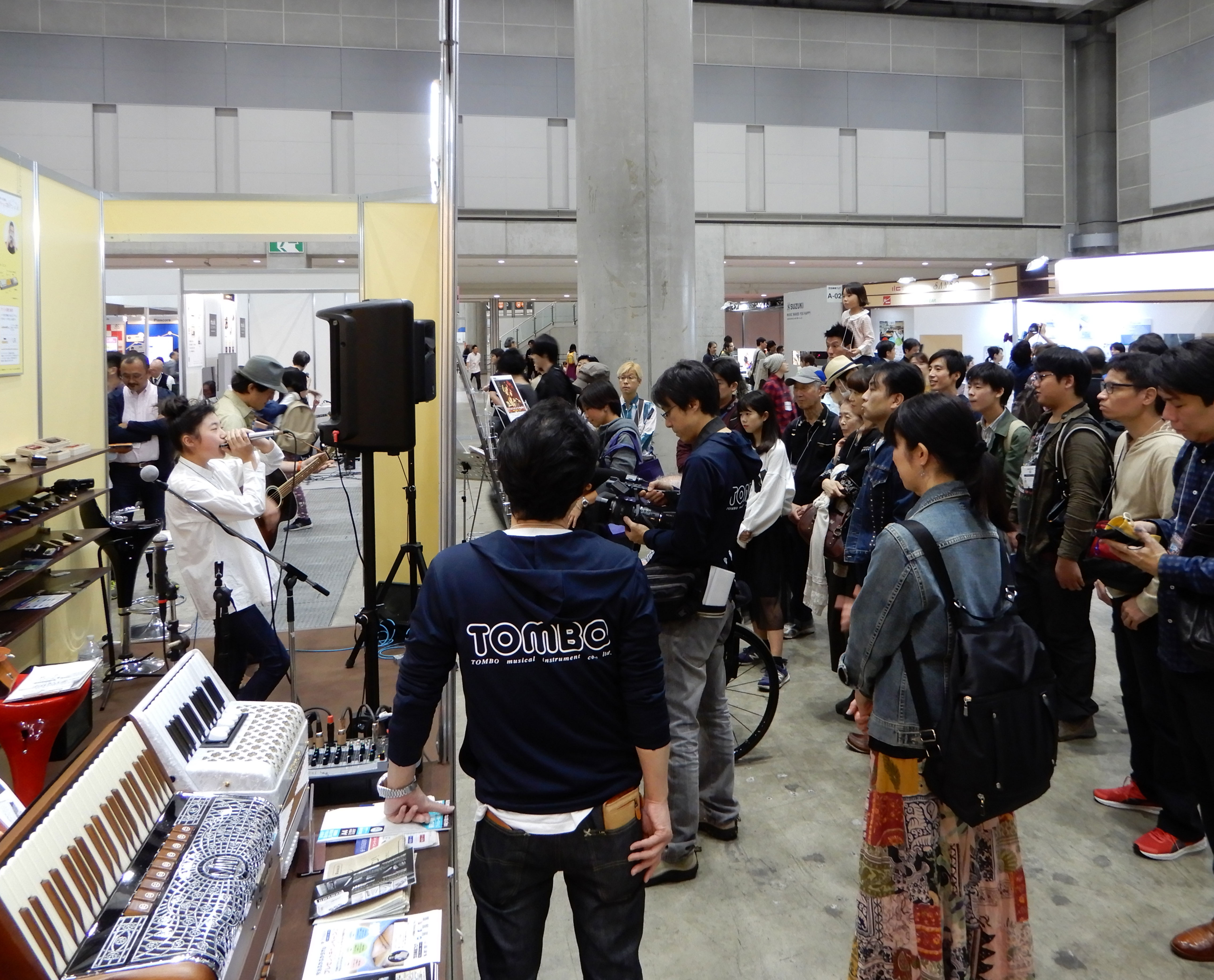
楽器フェア　ハーモニカとギターのデモ演奏 (トンボ楽器製作所のブース)
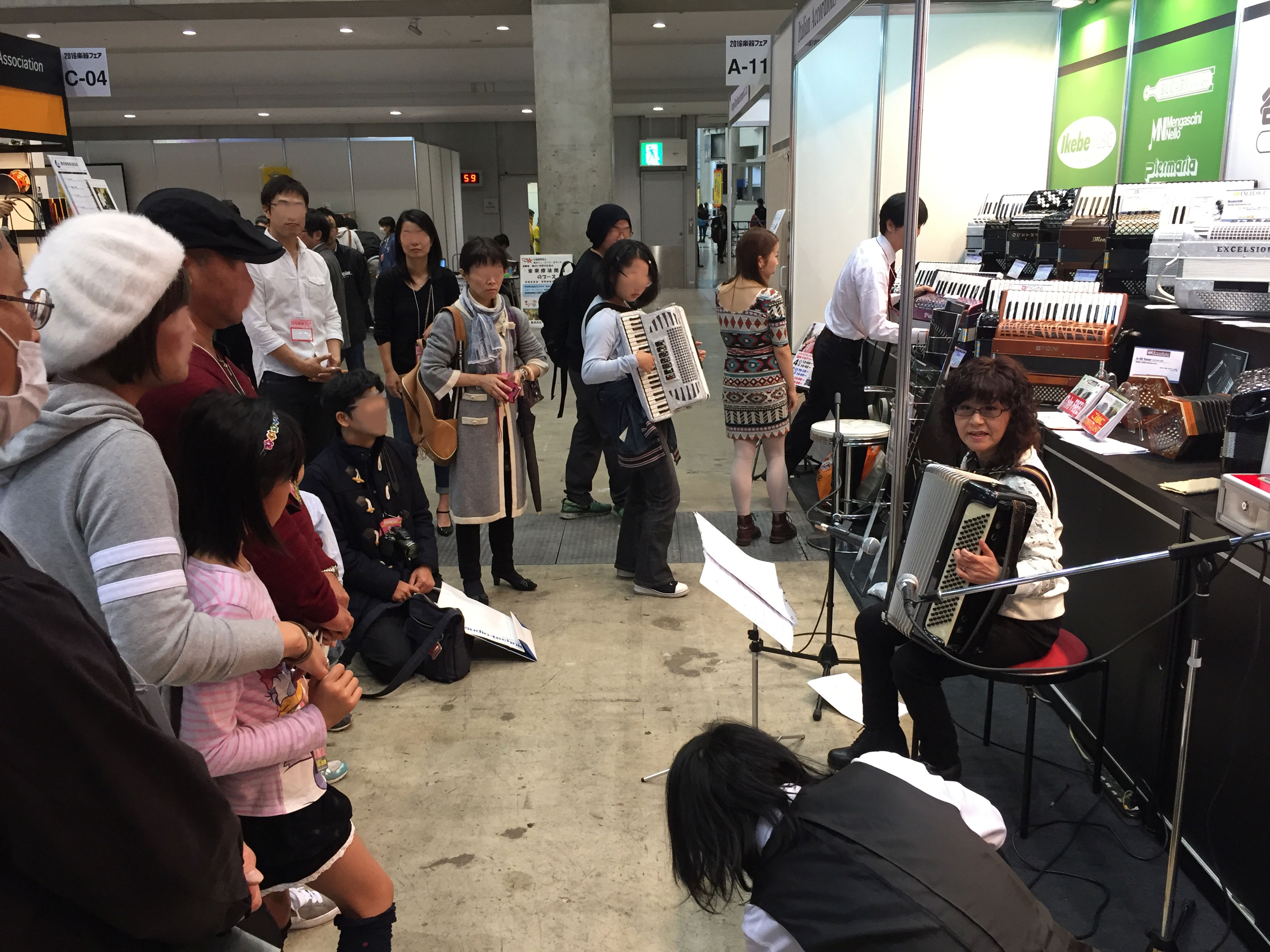
楽器フェア　デモ演奏 (谷口楽器のブース)
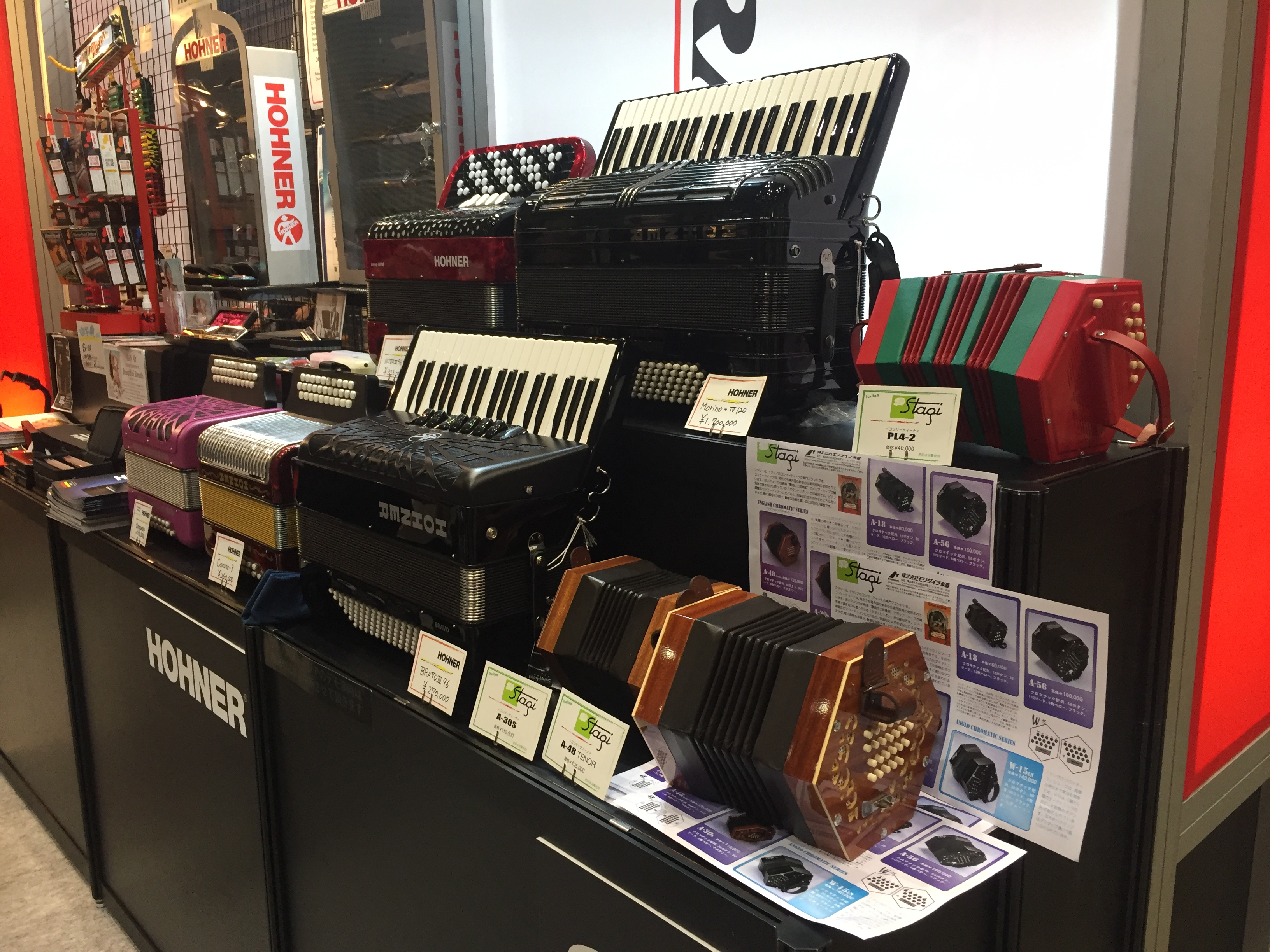
楽器フェア　商品展示 (モリダイラ楽器のブース)
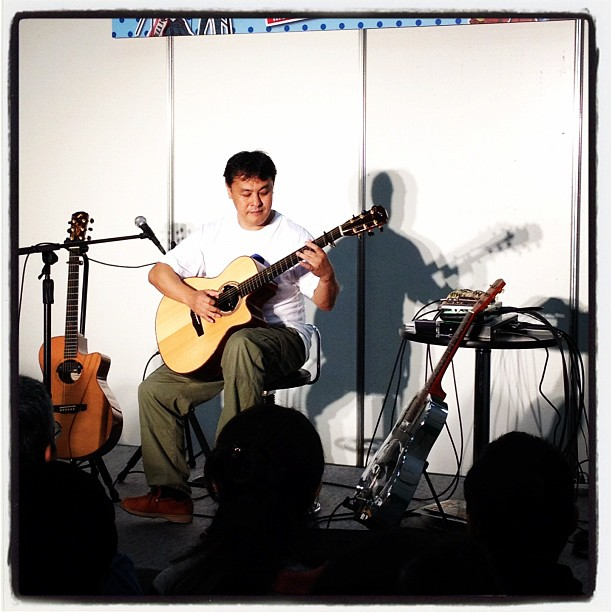
楽器フェア　デモ演奏
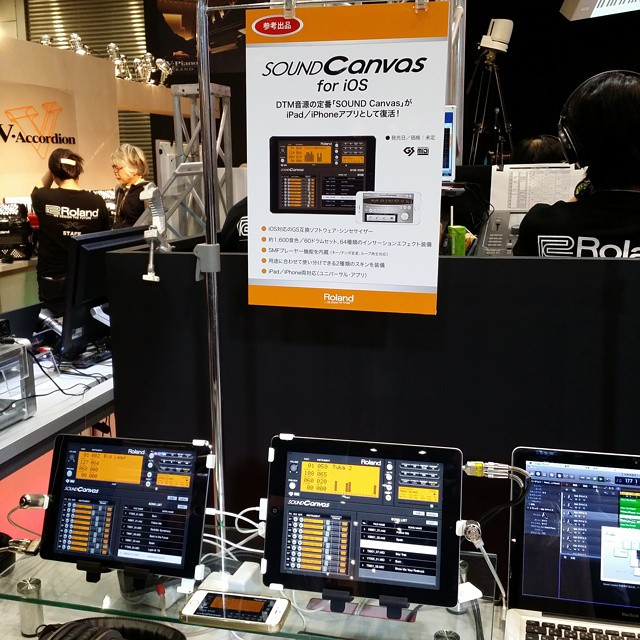
楽器フェア　ブース

#### プレミアム・ギター・ショウ
楽器フェアと同時開催されるイベント。プレミアムギター、レアギター、ビンテージギターなどを展示・購入できるイベント。
- 2007年（第3回）開催 - 11月1日(木)～4日(日)開催。会場はパシフィコ横浜 展示ホール。
- 2008年（第4回）開催 - 10月25日(土)、26日(日)開催。会場は池袋サンシャイン文化会館2F。
- 2009年（第5回）開催 - 11月5日(木)、8日(日)開催。会場はパシフィコ横浜 展示ホール。

#### 楽器フェスティバル（旧 大楽器祭）
日本楽器フェア協会主催による池袋サンシャインにて2年に1度開催されるイベント。2004年までは「大楽器祭」というタイトルであったが、2006年から「楽器フェスティバル」に改名した。楽器フェアとは姉妹イベントであり、毎年交互に開催されている。規模や展示メーカーや展示数は楽器ショーには及ばないが、実際に触れて演奏できる事を最大の売りにしている。しかし、諸問題により2008年を最後にイベントが終了している。
- 2004年開催 - 10月9日(土)、10日(日)開催。
- 2006年開催 - 10月7日(土)、8日(日)開催。大楽器祭から楽器フェスティバルへと改名。両日トータルで21,491名が来場。同時開催で「プレミアムギターショー」も行われた。
- 2008年開催 - 10月25日(土)、26日(日)に池袋サンシャイン文化会館2F～5F・噴水広場・アムラックスホール（アムラックス東京5F）開催。

### 東京楽器博 / TOKYO GAKKI EXPO
一般社団法人日本シンセサイザープロフェッショナルアーツが企画制作、国内外の楽器・音響機器メーカー、輸入ブランド輸入代理店、音楽関連出版社による即売、ハンズオン、セミナーを中心とした展示会。会場は東京・科学技術館。ハンズオンは、シンセサイザー・音楽制作・DJ・ステージキーボードゾーン、アコースティック＆エレクトリックドラムゾーン、ギター＆アンプ・エフェクターゾーンに分かれている。
・2023年開催 - 11月11日(土)、12(日)。
・2024年開催 - 11月2日(土)、3日(日)。
・2025年開催 - 11月1日(土)、2日(日)予定。

### TOKYOハンドクラフトギターフェス
TBSが主催する個人の弦楽器職人やギターメーカー、木材加工会社、楽器類パーツ販売会社などを中心とした展示会。

### TOKYO GUITAR SHOW
山野楽器とフェンダーとの共催による展示会/ライブイベント。
2002年から(株)山野楽器（海外事業部）と米ギターメーカーのギブソン主催による、ギターをメインとした展示会として開催されたが、2007年からは山野楽器とギブソンとの代理店契約が終了したため、山野楽器とフェンダーとの共催となった。
ギターの他にアンプ、エフェクター、シールドケーブルなどの展示・販売も行われている。石橋楽器や新星堂などの大手ギターショップ自身もブースを構えており、試奏や即売・予約が可能である。
NAMMショーに影響されて2002年に東京ドームシティ内にあるPRISM IIホールを使用して開催されて以来、毎年2日間に渡り開催され、後にTFTホールに移動、更に2012年よりベルサール渋谷ガーデンに場所を移して開催されている。しかし、2015年に山野楽器とフェンダーとの契約が終了したため、開催が見送られることが発表された。翌年以降の開催は未定となっている。
- 第1回開催 (2002年) - 6月8日(土)、9日(日)「THE ANNUAL TOKYO GUITAR SHOW」開催。会場はPRISM IIホール。
- 第2回開催 (2003年) - 6月開催。会場はPRISM IIホール。ライブも行うようになる。
- 第3回開催 (2004年) - 会場がTFTホールに移動し、キャパシティが上がる。
- 第4回開催 (2005年) - 6月18日(土)、19日(日)。会場はTFTホール1000。
- 第5回開催 (2006年) - 6月24日(土)、25日(日)開催。会場はTFTホール (メイン会場：1000ホール, ライブ会場：300ホール)。THE ALFEEの高見沢俊彦氏も来場した。
- 第6回開催 (2007年) - 6月23日(土)、24日(日)開催。タイトルから「THE ANNUAL」が外れフェンダーとの共催に変わった「TOKYO GUITAR SHOW」開催。会場はTFTホール 1000 & 500 & 300。
  - ミュージックイベント (TFT HALL 500)
    - 6月23日：Takayo、 矢堀孝一
    - 6月24日：浅野孝己 & TAGC、 森園勝敏
- 第7回開催 (2008年) - 6月28日(土)、29日(日)開催。会場はTFTホール 1000 & 500 & 300。
  - ミュージックイベント
    - 6月28日：長瀬実夕、 air code、EVADEATH feat.TAIJI FUJIMOTO、ザ50回転ズ
    - 6月29日：VON HALEN、安達久美クラブパンゲア
- 第8回開催 (2009年) - 6月27日(土)、28日(日)開催。会場はTFTホール 1000 & 500 & 300。
  - ミュージックイベントTOKYO GUITAR SHOW 2009 - ARTIST
    - 6月27日：小沼ようすけ、 中野重夫、TETSUJINO(櫻井哲夫×日野"JINO"賢二)
    - 6月28日：RoseHip、 VON HALEN、西慎嗣バンド
- 第9回開催 (2010年) - 6月26日(土)、27日(日)開催。会場はTFTホール 1000 & 500 & 300。
  - ミュージックイベントTOKYO GUITAR SHOW 2010 - ARTIST
    - Shigeo Rollover
    - BRIGHT EYES
    - 三宅庸介
    - 櫻井哲夫
    - RESPECT
    - 春畑道哉
- 第10回開催 (2011年) - 6月25日(土)、26日(日)開催。会場はTFTホール 1000 & 500 & 300。
  - ミュージックイベントARTIST｜TGS 2011｜TOKYO GUITAR SHOW 2011 | 東京ギターショー2011
    - ken (L'Arc～en～Ciel)
    - INORAN (LUNA SEA)
    - Number the.
    - The ROOTLESS
    - The Paisleys
    - 雅-MIYAVI-
- 第11回開催 (2012年) - 6月23日(土)、24日(日)開催。会場はベルサール渋谷ガーデン。
  - ミュージックイベントARTIST | TOKYO GUITAR SHOW® 2012 日本最大級のギターフェスが今年もやってくる！ 2012/6/23,24 ベルサール渋谷ガーデン イベントホールで開催！
    - 完熟トリオ (小坂忠、鈴木茂、中野督夫)
    - 加藤ひさし＆古市コータロー (THE COLLECTORS)
    - 斎藤誠
    - VON HALEN
    - The ROOTLESS
    - Char

### 弦楽器フェア
日本弦楽器製作者協会主催による、科学技術館で開催される弦楽器に関する展示会。毎年10月末～11月初めの金曜～日曜にかけて開催される。ヴァイオリン、ビオラ、チェロ等のヴァイオリン族擦弦楽器や弓 (楽器)、クラシック・ギター、マンドリン、リュート等の撥弦楽器が展示される。また、各種のピリオド楽器が展示されることもある。さらに、弦楽器用のアクセサリ(弦 (楽器)、ワイピング・クロス、吸湿・加湿用具等)、ケース、楽譜、CD、製作用工具・用材等も展示される。
出展者は協会会員の個人製作家(個人会員)、団体(法人会員、協賛会員)などであるが、非会員の個人製作家、海外団体の展示も認めている。

### 公式サイト
- TOKYO GUITAR SHOW 公式サイト
- 楽器フェスティバル / 楽器フェア 公式サイト
- プレミアムギターショウ公式サイト
- The NAMM Show 公式ページ